# Терпеньевский сельский совет (Запорожская область)
Терпеньевский сельский совет(укр. Терпіннівська сільська рада) — административно-территориальная единица Мелитопольского района Запорожской области Украины.
Административный центр сельского совета находится в селе Терпенье.
По территории сельсовета протекают реки Молочная и Юшанлы.

## Сёла Терпеньевского сельсовета
Терпеньевскому сельсовету подчинены 6 сёл:
| №  | Название  | Население, чел. | Территория, кв.км | Плотность населения, чел./кв.км |
| -- | --------- | --------------- | ----------------- | ------------------------------- |
| 1. | Терпенье  | 4854            | 10.02             | 484                             |
| 2. | Спасское  | 824             | 5.07              | 163                             |
| 3. | Заречное  | 466             | 0.442             | 230                             |
| 4. | Фёдоровка | 396             | 4.07              | 97                              |
| 5. | Пивничное | 230             | 0.13              | 1769                            |
| 6. | Луговое   | 30              | 1.9               | 16                              |

## История
Село Пивничное вошло в состав сельсовета только в 1987 году, когда село Мирное получило статус посёлка городского типа, и большая часть территории Мирненского сельсовета перешла в подчинение Терпеньевского сельсовета..

## Терпеньевский район
Терпеньевский район существовал с 1924 по 1933 год. Сначала он входил в состав Мелитопольского округа, а в 1930 году, когда округа были упразднены, Терпеньевский район перешёл в состав Днепропетровской области. (Запорожская область была создана только в 1939 году.) 20 мая 1933 года Терпеньевский район был объединён с Мелитопольским районом Днепропетровской области, а Терпенье осталось центром сельсовета Мелитопольского района.

## Достопримечательности

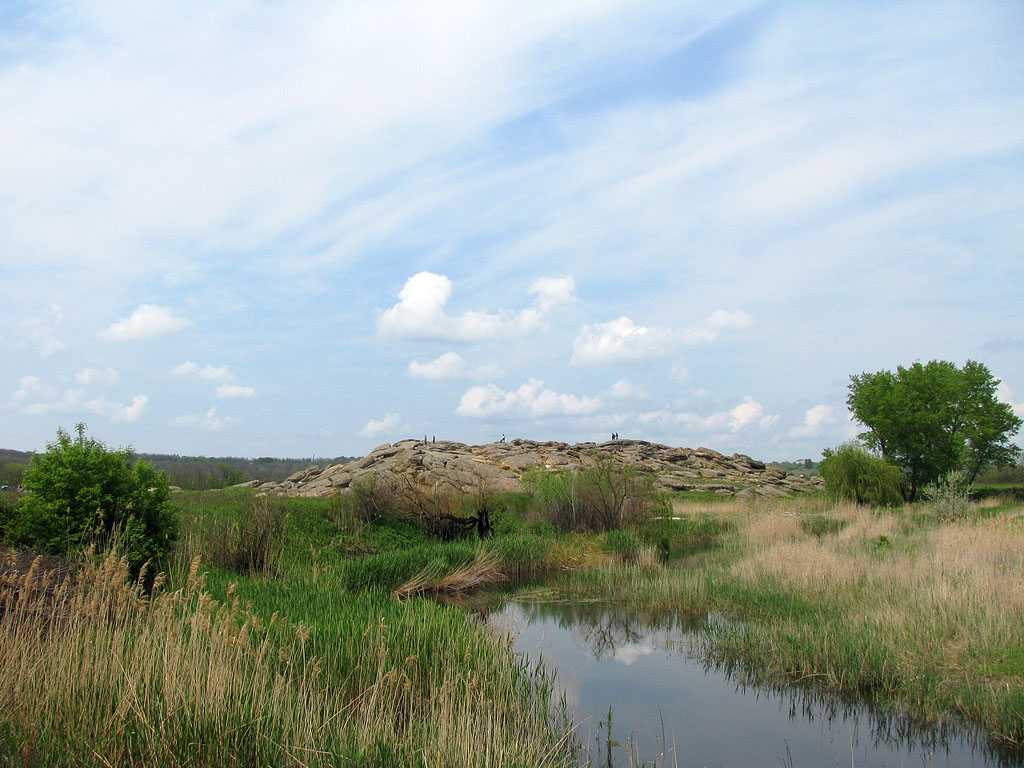
Каменная могила

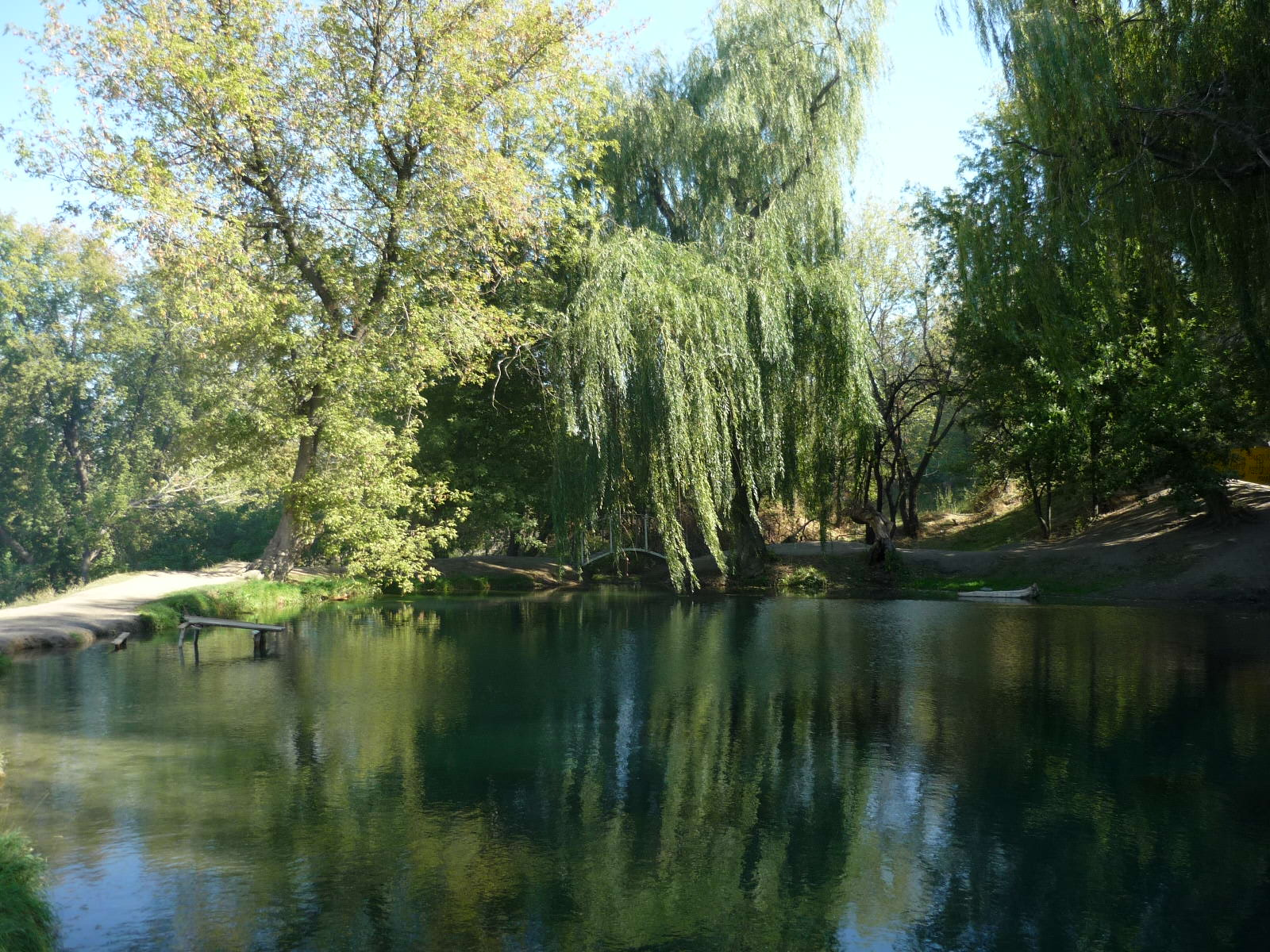
Озеро, куда стекаются источники

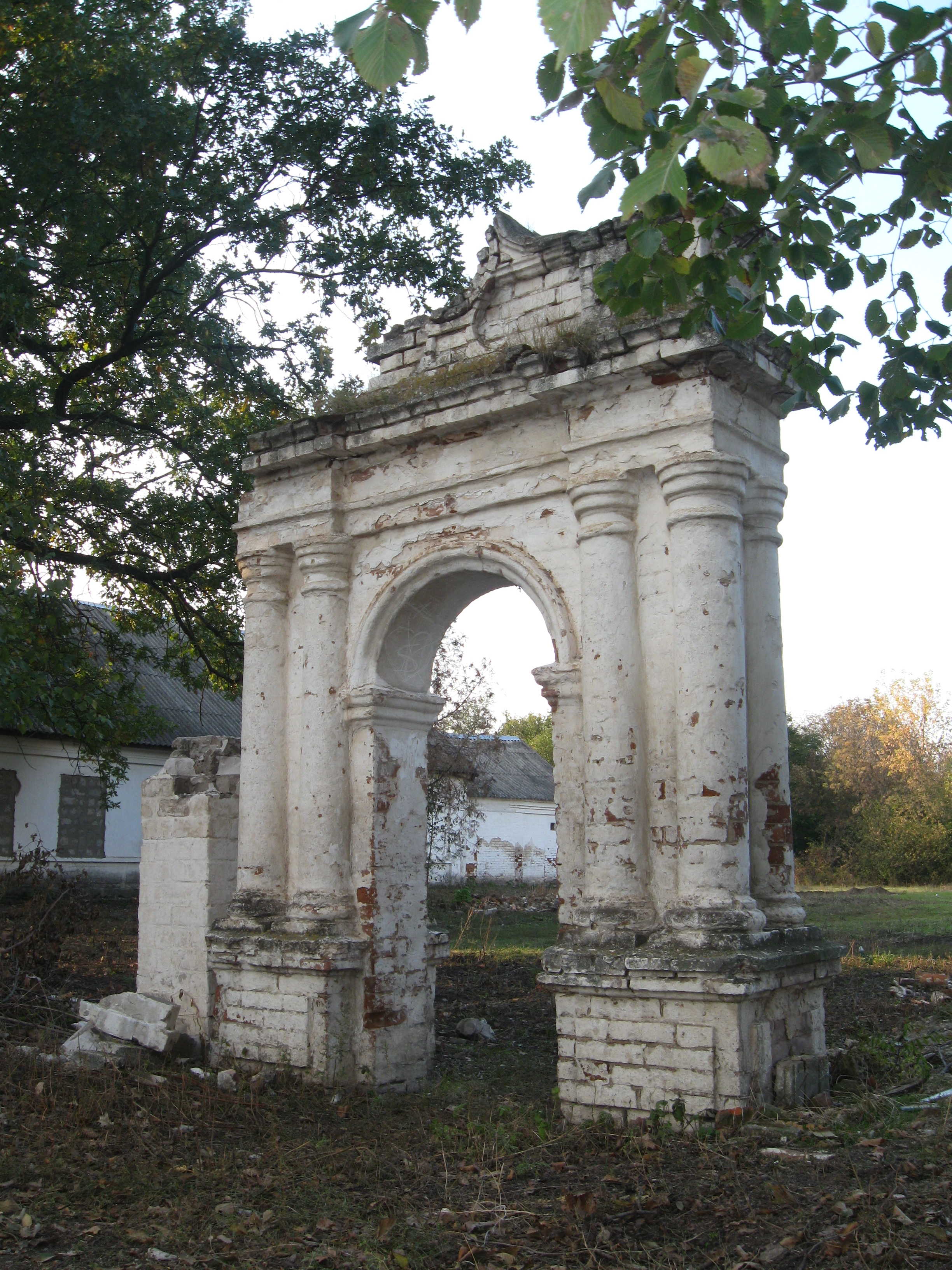
Руины усадьбы барона фон Классена в селе Заречном

### Каменная могила
На территории Терпеньевского сельсовета расположен памятник природы Каменная могила. Он представляет собой небольшой изолированный массив песчаника, размерами примерно 240 на 160 метров, состоящий из крупных каменных глыб высотой до 12 метров в долине реки Молочной. Предположительно Каменная могила возникла при отвердении песчаных масс бывшей отмели Сарматского моря под влиянием местных минералов, содержащих железо. В дальнейшем она подвергалась воздушной и водной эрозии, в том числе продолжительное время будучи островом реки Молочной. Каменная могила использовалась древним человеком в качестве святилища и содержит уникальные петроглифы самых разных исторических эпох, от эпохи позднего палеолита и до скифо-сарматского времени, и даже до тюркского. Территория Каменной могилы объявлена заповедником. В заповеднике работает музей, ежедневно открытый для посетителей.

### Целительные источники
Часть села Терпенье находится на "горе" - возвышенности высотой 45 метров над уровнем моря. На ней находится  небольшой парк, памятник паркового искусства, «Целительные источники». На небольшой территории парка (около 0,14 га), практически на вершине горы из породы бьют 12 родников с холодной и необычайно приятной на вкус водой. Ключевая вода стекает между камнями в небольшое естественное озеро.

### Дуб-патриарх
В селе Терпенье на территории детского сада находится дуб, возраст которого превышает 400 лет. Высота дерева около 40 метров, диаметр ствола - 6 метров, корни разрослись в разные стороны на 100 метров. Это, вероятно, старейший дуб в Запорожской области.

### Парк «Элита»
Парк «Элита» был заложен в конце XIX века у села Заречного в долине реки Юшанлы бароном фон Классеном. Парк имеет площадь 10 га и охраняется как памятник садово-паркового искусства. В нём собрано более 70 сортов деревьев и кустарников. В прошлые времена центр парка украшало озеро с лодочной станцией. Возле парка сохранились остатки усадьбы барона фон Классена.